# Hans Pothorst

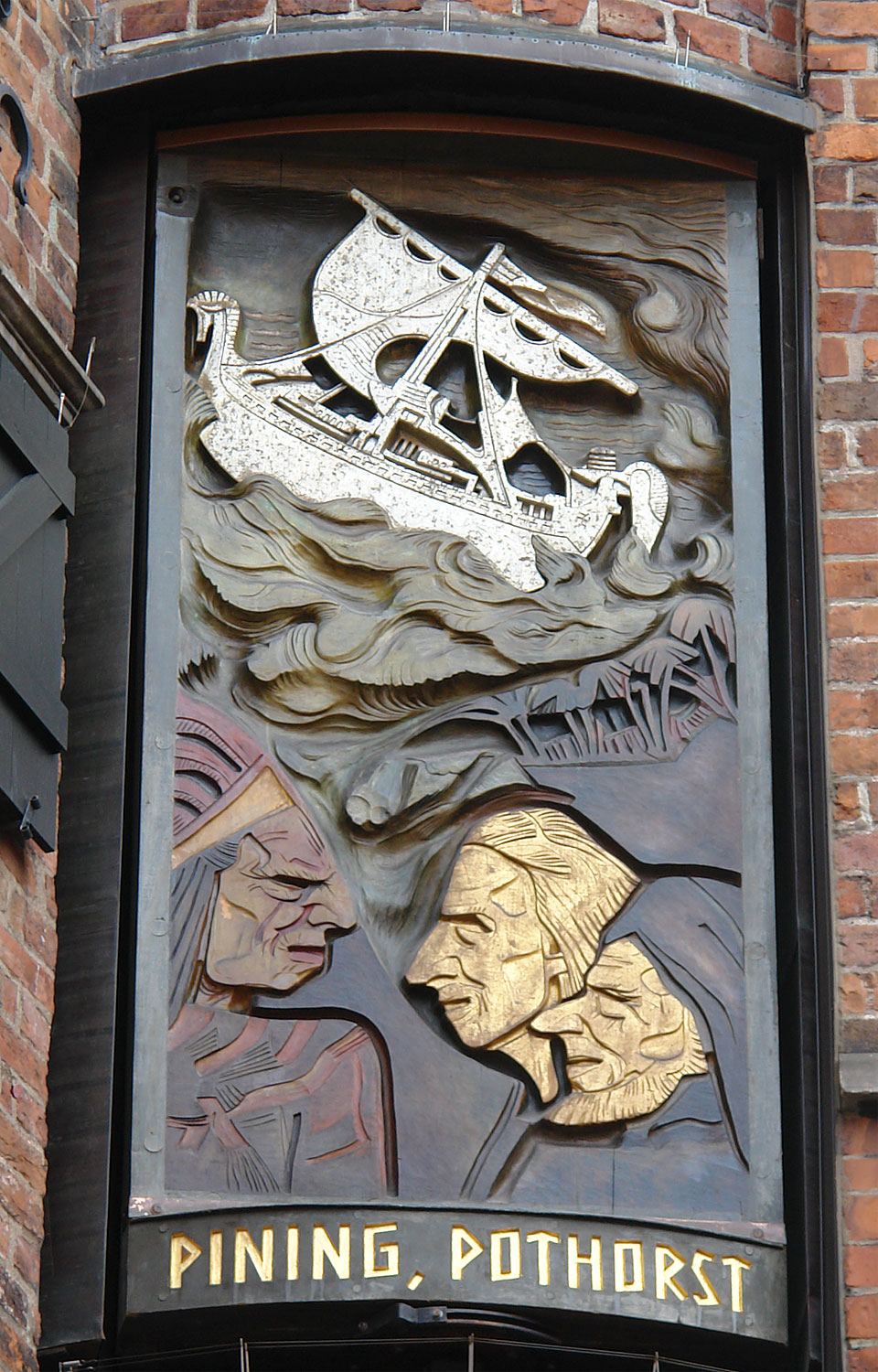
Alto relevo representando Dietrich Pining e Hans Pothorst (em Bremen).
Obra de Bernhard Hoetger, num dos 10 altos-relevos da série Ozean-Bezwinger auf 10 Bildtafeln, instalados em 1934 na Haus des Glockenspiels (Casa dos Carrilhões) da Böttcherstraße de Bremen. A imagem baseia-se na narrativa de que chegaram à América e encontraram nativos americanos.

Hans Pothorst (Hildesheim, c. 1440 — ?, 1489) foi um corsário, muito provavelmente nativo da cidade alemã de Hildesheim, que se notabilizou por se acrefitar ter participado numa expedição liderada por Didrik Pining que terá atingido as águas da Terra Nova por volta de 1473, quase 20 anos antes de Cristóvão Colombo ter atingido a América do norte.

## Biografia
No pouco que se sabe sobre Pothorst, ele costuma ser associado a Didrik Pining. Como Pining, Pothorst provavelmente era natural de Hildesheim. Sabe-se que o serviço de Pothorst no navio de guerra Bastian, da cidade de Hamburgo, parece ter sido oficialmente erminado em 1 de julho de 1473. Em algum momento da década de 1470, Pining, Pothorst, João Vaz Corte-Real e Álvaro Martins Homem terão sido enviados pelo rei Cristiano I da Dinamarca numa expedição naval ao Atlântico Noroesta. Nos últimos anos do reinado de Cristiano I diz-se que Pothorst e Pining se destacaram «não menos como navegadores capazes do que como incomparáveis piratas que viviam da pilhagem».
Presume-se que a residência de Pothorst na Dinamarca fosse Helsingør, onde seu brasão e um simples retrato foram pintados (possivelmente logo após sua morte) entre oito afrescos do tecto na Igreja de Santa Maria do antigo convento carmelita daquela cidade (Sankt Mariæ Kirke og Vor Frue Kloster). O conjunto do tecto continua sendo uma das obras de arte dinamarquesas mais famosas do século XV, e se Pothorst financiou a sua criação, como se supõe, os historiadores observam que ele deveria ser bastante rico.
Mais tarde, Pothorst é mencionado como sendo um corsário, e no Skibby Chronicle os nomes de Pothorst e Pining são mencionados entre os muitos piratas que «tiveram uma morte miserável, mortos por seus amigos ou pendurados na forca ou afogados nas ondas do mar»."